# François Denis Née
François Denis Née est un dessinateur et graveur français, né en 1732 à Paris où il est mort le 19 août 1817.

## Biographie

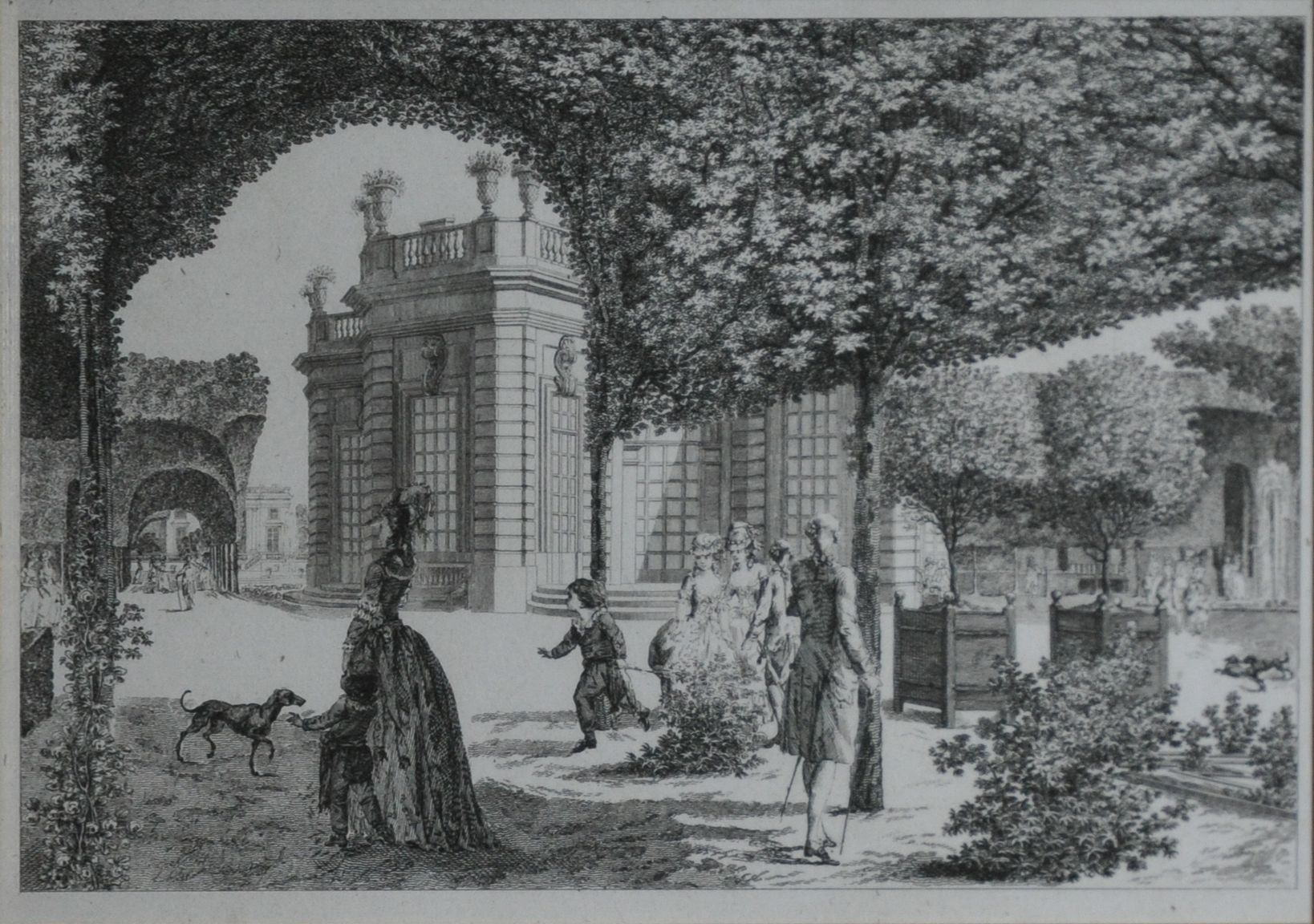
Le Pavillon français. Marie-Antoinette et son second fils, gravure de Née d'après un dessin du chevalier de Lespinasse (Château de Versailles, vers 1789).

François Denis Née fut l'élève de Jacques-Philippe Le Bas.
Née est connu comme graveur au burin, il travaille le métal, et fait également métier d'imprimeur d'estampes.
Dans les années 1770, il s'associe au graveur Louis-Joseph Masquelier (1741-1811), dit « l'aîné » : les deux hommes ouvrent boutique rue des Francs-Bourgeois, « près la porte Saint-Michel ». Après la Révolution française, il s'installe rue de Fleurus et produit, sur le tard, des lithographies.[réf. nécessaire]
Il grava notamment des œuvres de Jean-Baptiste Lallemand. Il participe également du grand projet franco-chinois intitulé Les Conquêtes de l'empereur de la Chine commandé par les jésuites Jean-Denis Attiret, Giuseppe Castiglione, Ignace Sichelbart et Jean Damascene, une série de 12 grandes gravures complémentaires coordonnée par Charles Nicolas Cochin le fils, cuivres exécutés à Paris entre 1772 et 1774 pour le compte du souverain Qianlong.
Il fut entre autres le maître de Joseph C. Maillet (1751-1811) et d'Antoine-Michel Filhol, éditeurs et vendeurs d'estampes.
Il a travaillé avec son contemporain Tavernier de Jonquières.

## Ouvrages illustrés, estampes
- Œuvres de Jean Racine, avec des commentaires, par M. Luneau de Boisjermain, tomes I-VII, à Paris [et à Londres], de l'imprimerie de Louis Cellot, 1768.
- « L' esprit du peuple », gravure sur métal, d'après Clément Pierre Marillier, Paris, Delalain, 1774.
- « Jérusalem délivrée », gravure publiée chez J B. G. Musier, Paris, 1774, planches des Chants V et XVI.
- « Zulménie et Volsidor », frontispice pour la comtesse de Beauharnais, d'après Clément Pierre Marillier, Paris, Delalain, 1776 et 1780.
- Barthélemy Faujas de Saint-Fond, Recherches sur les volcans éteints du Vivarais et du Velay ; avec un discours sur les volcans brûlans, des mémoires analytiques sur les schorls, la zéolite, le basalte, la pouzzolane, les laves & les différentes substances qui s'y trouvent engagées, Grenoble, chez Joseph Cuchet, imprimeur-libraire de monseigneur le duc d'Orléans / Paris, chez Nyon aîné, libraire, rue Saint-Jean-de-Beauvais. Née et Masquelier, graveurs, rue des Francs-Bourgeois, porte St-Michel, 1778.
- « On l'a vu désarmer les Tirans et les Dieux », portrait de Benjamin Franklin, d'après Carmontelle, Paris, chez Née rue des Francs-Bourgeois,  [1780 ou 1781].
- Athénée de Naucratis, Banquet des savans, traduit, tant sur les textes imprimés, que sur plusieurs manuscrits, par Lefebvre de Villebrune, tomes I-V, Paris, chez Lamy, de l'imprimerie de Monsieur, 1789-1791.